# Weyer
Weyer es una localidad y comuna francesa, situada en el departamento de Bajo Rin de la región de Alsacia.

## Demografía
| 550 | 551 | 562 | 514 | 450 | 496 |
| Para los censos de 1962 a 1999 la población legal corresponde a la población sin duplicidades (Fuente: INSEE [Consultar]) |     |     |     |     |     |